# Complexo Hidrelétrico do Rio Madeira
O projeto do Complexo Hidrelétrico do Rio Madeira é composto por duas usinas de grande porte: UHE Jirau (3.750 MW) e Usina Hidrelétrica Santo Antônio (3.568 MW), que foram construídas entre 2008 e 2016 em Porto Velho, no estado de Rondônia. Por ser uma região de pouca exploração do potencial hidrelétrico, por encontrar-se numa planície quase ao nível do mar, torna-se, sem dúvida, uma das melhores opções para a ampliação de geração. De acordo com Castro (2007 – artigo da revista Custo Brasil) estes dois empreendimentos esbarram, no entanto, com problemas relacionados com a nova legislação ambiental e a falta de experiência em obras deste porte na região.

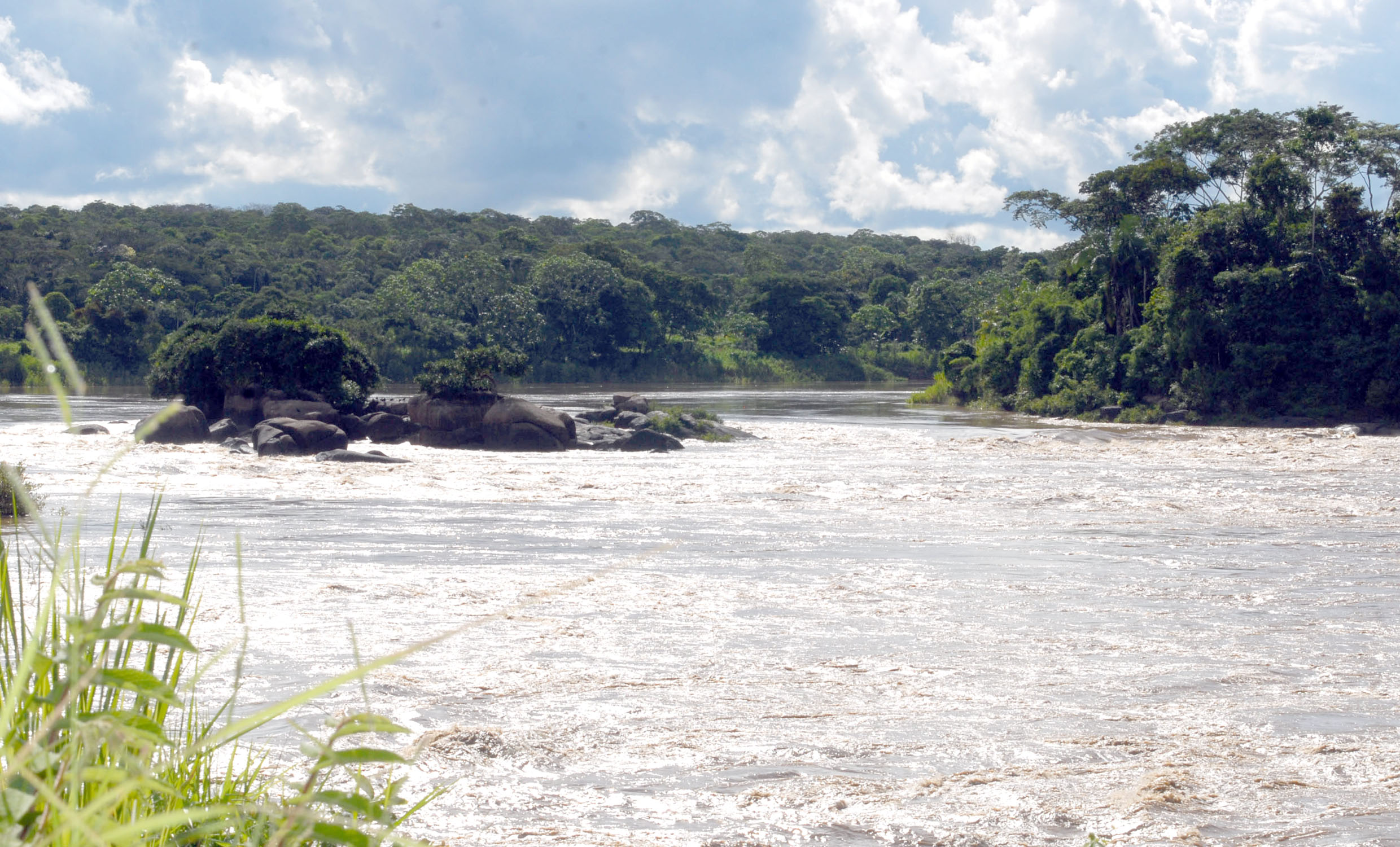
Rio Madeira em Porto Velho.

O leilão da Usina de Santo Antônio foi realizado e o consórcio de empresas que a construiu foi o consórcio Madeiras Energias S/A - MESA, composto das seguintes empresas, com suas respectivas cotas de participação na construção e exploração da obra: FURNAS (39%), Odebrecht Investimentos (atual Novonor) (17,6%), Andrade Gutierrez Participações (12,4%), Cemig (10%), Construtora Norberto Odebrecht (atual OEC)(1%) e Fundo de Investimentos e Participações Amazônia Energia (20%).
Além das usinas de usinas de Jirau e Santo Antônio adicionarem ao sistema potência de 7.318 MW, ampliando consideravelmente a oferta nacional de eletricidade, com elas se deu a ampliação física-geográfica do Sistema Interligado Nacional (SIN) com a construção de novas linhas de transmissão, que ampliaram e melhoraram a distribuição regional e nacional de energia elétrica. Trata-se do que Castro denominou de "avanço da fronteira elétrica", diminuindo o Sistema Isolado e os gastos com os encargos do CCC, um subsídio utilizado para diminuir o custo das tarifas das termoelétricas da região amazônica.

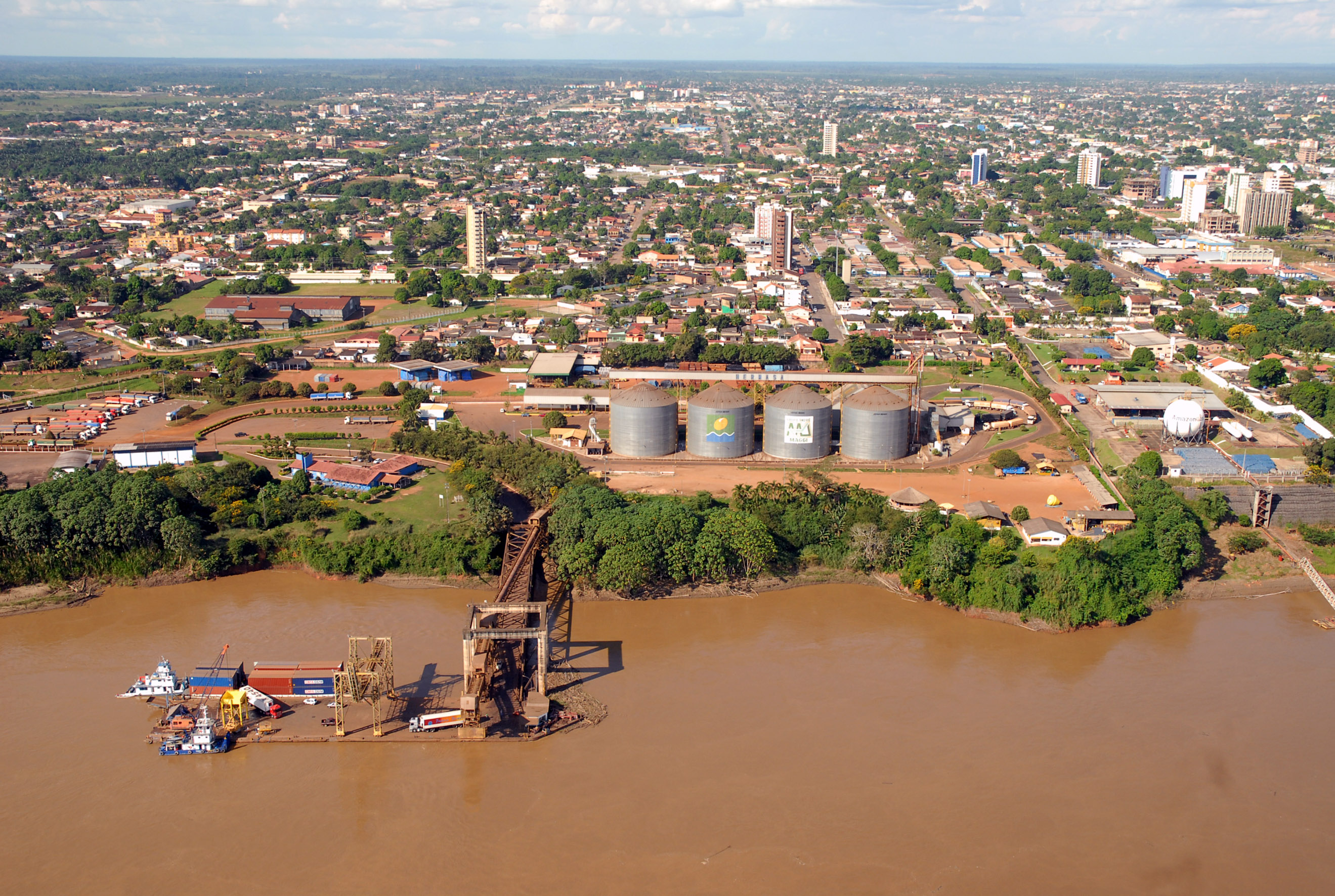
Porto Velho

Conforme informações obtidas no sítio de Furnas [1] o perfil da obra é o seguinte:
Investimento: Aproximadamente R$ 19,5 bilhões.
Previsão de entrada em operação: Primeira e segunda unidades geradoras em dezembro de 2012 e a última em junho/2016.
Previsão de empregos gerados diretamente: 1.500 trabalhadores nos meses iniciais, até 4.500 trabalhadores nos 18 meses seguintes. Média de 10.000 trabalhadores durante 2 anos e até 20.000 trabalhadores no pico da obra.
Área inundada: O espelho d'água a ser formado será de 271 Km², na elevação 70 m. Desse total, apenas 40% correspondem a novas áreas a serem inundadas; a maior parte, 60%, corresponde a própria calha do rio Madeira nesse trecho.
Impactos ambientais: Entre as novas áreas a serem inundadas e aquelas necessárias à implantação do canteiro de obras serão necessários retirar e aproveitar cerca de 15 Km² de matas. Em Rondônia são desmatados, por ano, algo próximo a 2.000 Km². Quanto aos peixes, os estudos demonstram que com os investimentos em mecanismo de transposição e ações de conservação não haverá alterações significativas na quantidade e na composição específica de peixes.
Compensação ambiental e social: Para o programa de compensação ambiental, que é obrigação legal, foi estimado, conforme a Resolução CONAMA 371/2006, 0,5% do valor do empreendimento. Isso corresponde a cerca de 47 milhões de reais. Já para o programa de compensação social, que refere-se a um compromisso do consórcio FURNAS/CNO, foi também estimado 0,5% do valor do empreendimento.